# 道残
道残（どうざん）は、日本の戦国時代の浄土宗の僧侶。清浄華院第32代法主のち金戒光明寺の第22代法主。道残源立（どうざんげんりつ）の名でも知られる。

## 生涯
生年は不明だが、武蔵国の出身であるとされる。
初めは大沢円通寺の良迦（性海）に師事して出家し、諸国を歩いて布教していたが、敦賀西福寺の亮叡に招かれ住持となった。
天正7年（1579年）には織田信長の命で浄厳院にて貞安と共に日蓮宗の日珖らを相手に宗論をし、勝利している（安土宗論）。
天正15年（1587年）には清浄華院の第32代法主となった。
晩年は清浄華院を離れて金戒光明寺の第22代法主となり、発展に尽力した。
文禄2年（1593年）9月23日、隠棲先の敦賀西福寺にて死去。